# Teoría de los costos de transacción
La teoría de los costes de transacción se inscribe en el marco de los estudios organizacionales, y en definitiva en la teoría de las organizaciones (una disciplina situada en el límite entre la economía de las organizaciones, la sociología de las organizaciones, la gestión, y la ciencia política). 

## Información
La teoría de los costes de transacción busca explicar la existencia de organizaciones económicas fundadas sobre jerarquía, sobre la base de la existencia de costes de transacciones.
El concepto de costes de transacción surge por primera vez en 1937 en el artículo de Ronald Coase, « The Nature of the Firm ». Sin embargo, es Oliver E. Williamson el que es considerado incorrectamente como el fundador de esta corriente teórica.
La teoría de los costes de transacción postula que los agentes están dotados solamente de una racionalidad limitada (concepto desarrollado por Herbert Simon), básicamente comportándose de una manera oportunista. El punto de partida de Williamson y de la teoría de los costos de transacción, está en postular que toda transacción económica engendra costes previos a su concreta realización, como por ejemplo costes ligados a búsqueda de informaciones, a « deficiencias propias del mercado », a prevención respecto del oportunismo de otros agentes, etc. Por tanto, ciertas transacciones que se desarrollan sobre un mercado, pueden generar costos de concretización bastante importantes, y en consecuencia, los agentes económicos, en los hechos, pueden ser obligados o impelidos a buscar acuerdos institucionales o personales alternativos, que permitan minimizar o reducir esos costes. Entre el mercado y la empresa, numerosas formas « híbridas » pueden ser aplicadas: (subcontratación, concesión, red, alianza estratégica, etc.).
El mérito de Coase (con Cheung) ha sido enfatizar estos diversos obstáculos para el uso ideal del sistema de precios.
“La razón principal que hace que sea rentable iniciar un negocio podría ser que es costoso utilizar el mecanismo de precios. El costo más obvio de "organizar" la producción a través del mecanismo de precios es el descubrimiento de precios esenciales. Este costo puede reducirse, pero no eliminarse, mediante la aparición de actores especializados que vendan esta información." (La naturaleza de la empresa, p. 390).
La nota 4 también es citada por Steven Cheung : "(...) la suposición de que todas las personas conocen todos los precios relevantes claramente no es cierta en el mundo real". (p. 390, en La naturaleza contractual de la empresa, 1983). En el artículo de Coase, el problema de la incertidumbre (Knight) está dominado por el de encontrar precios naturales o esenciales (Smith). La hipotética situación límite en la que todos los precios son "relevantes" o "esenciales" ("precios relevantes") y, por lo tanto, los costos de transacción son insignificantes, es una situación de productores y compradores independientes, que conocen bien el valor y, por lo tanto, los costos del producto. Es el que describe Cheung a partir de una situación, tomada de Smith, en la que todos los intercambios son estrictamente comerciales : "Considérese el ejemplo clásico de la 'fábrica de alfileres', en la que cada propietario del "conjunto de recursos se especializa en trabajar en una sola tarea. Si todos los costos de transacción fueran cero, el comprador de un alfiler haría un pago separado a cada uno de los muchos participantes en su producción". (La naturaleza contractual de la empresa, p. 4).
Un costo de transacción es la diferencia entre el precio ficticio de un servicio productivo infinitesimal, el "precio esencial" (cuyo precio efectivo podría estar representado por una propina) y el precio efectivo de una mercancía. Cuanto más técnico sea, mayor será el costo de transacción. Un régimen de bajos costos de transacción es, por tanto, 'low tech' (cf. Bihouix), lo que no implica un bajo nivel de riqueza ('low life') : "Si no hubiera costos de medición y evaluación del desempeño, no habría negocio y el valor de los productos colectivos [resultados sociales] sería máximo." (Cheung, 1983). La diferencia entre ambos precios es el 'coste social' de la organización de la producción o el 'valor añadido' por la misma (en el sentido de "mehrwert"), que son valores de aproximación ('proxy value') de los precios pertinentes : “Todos los costos de organización son costos de transacción y viceversa." SNS Cheung, 'Organización económica y costos de transacción', The New Palgrave, 1987, p. 56. El apego, a menudo patológico, a la cooperación, a las organizaciones, a la propiedad exclusiva, a las mercancías y posiblemente a la comodidad... son los costes de transacción básicos (cf. 'fetichismo').